# Pópulo
Pópulo é uma povoação portuguesa do Município de Alijó que foi sede da extinta Freguesia de Pópulo, freguesia que tinha 12,18 km² de área e 277 habitantes (2011), e, por isso, uma densidade populacional de 22,7 hab/km².
A Freguesia de Pópulo foi extinta (agregada), em 2013, no âmbito de uma reforma administrativa nacional, tendo sido agregada à Freguesia de Ribalonga, para formar uma nova freguesia denominada União das Freguesias de Pópulo e Ribalonga da qual é sede.

## História
Era uma das freguesias de mais antiga formação do Concelho de Alijó. Pópulo, do latim “Populum”, fica situado, de acordo com a memória do Padre Gonçalo Domingos, pároco desta Freguesia em 1758, “em uma campina alta e áspera, ficando-lhe um levantado monte de fragas ao sudoeste e outro ao nascente, ambos fortificados pelos povos pré e proto-históricos, especialmente o segundo, chamado antigamente de Castelo de S. Marcos". Junto ao Castro de S. Marcos, existia a remotíssima ermida de Santa Maria do Pópulo, o mais antigo templo, certamente, dos povos cristãos que aqui estacionaram.
Pertenceu até dois de Outubro de 1853 ao Concelho de Murça, ficando desde esta data ligado ao actual Concelho de Alijó.

## Descrição
Tem como principais actividades agrícolas a produção de batata, castanha e milho. A sua população também dedica muito do seu tempo ao pastorício.
A festa anual em honra de Nossa Senhora da Boa Morte, é realizada no primeiro domingo de Setembro, junto do Castelo da Freguesia do Pópulo.
No que respeita ao património, esta Freguesia possui uma capela de cariz simples no Pópulo, datada do século XVII, possuindo uma série de molduras e pinturas que representam a vida de Cristo e a Anunciação. Também mantém inúmeras casas de estilo transmontano, feitas de pedra da região. (Informação disponível no site da Câmara Municipal de Alijó.)

## População
| Número de habitantes | Número de habitantes | Número de habitantes | Número de habitantes | Número de habitantes | Número de habitantes | Número de habitantes | Número de habitantes | Número de habitantes | Número de habitantes | Número de habitantes | Número de habitantes | Número de habitantes | Número de habitantes | Número de habitantes |
| -------------------- | -------------------- | -------------------- | -------------------- | -------------------- | -------------------- | -------------------- | -------------------- | -------------------- | -------------------- | -------------------- | -------------------- | -------------------- | -------------------- | -------------------- |
| 1864                 | 1878                 | 1890                 | 1900                 | 1911                 | 1920                 | 1930                 | 1940                 | 1950                 | 1960                 | 1970                 | 1981                 | 1991                 | 2001                 | 2011                 |
| 409                  | 400                  | 449                  | 516                  | 529                  | 463                  | 594                  | 662                  | 667                  | 731                  | 630                  | 518                  | 399                  | 336                  | 277                  |

(Obs.: Número de habitantes "residentes", ou seja, que tinham a residência oficial neste concelho à data em que os censos  se realizaram.)
| Distribuição da População por Grupos Etários em 2001 e 2011 | Distribuição da População por Grupos Etários em 2001 e 2011 | Distribuição da População por Grupos Etários em 2001 e 2011 | Distribuição da População por Grupos Etários em 2001 e 2011 | Distribuição da População por Grupos Etários em 2001 e 2011 | Distribuição da População por Grupos Etários em 2001 e 2011 | Distribuição da População por Grupos Etários em 2001 e 2011 | Distribuição da População por Grupos Etários em 2001 e 2011 | Distribuição da População por Grupos Etários em 2001 e 2011 | Distribuição da População por Grupos Etários em 2001 e 2011 |
| ----------------------------------------------------------- | ----------------------------------------------------------- | ----------------------------------------------------------- | ----------------------------------------------------------- | ----------------------------------------------------------- | ----------------------------------------------------------- | ----------------------------------------------------------- | ----------------------------------------------------------- | ----------------------------------------------------------- | ----------------------------------------------------------- |
| Idade                                                       | 0-14                                                        | 15-24                                                       | 25-64                                                       | > 65                                                        |                                                             | 0-14                                                        | 15-24                                                       | 25-64                                                       | > 65                                                        |
| 2001                                                        | 49                                                          | 37                                                          | 167                                                         | 83                                                          |                                                             | 14,6%                                                       | 11,0%                                                       | 49,7%                                                       | 24,7%                                                       |
| 2011                                                        | 27                                                          | 27                                                          | 126                                                         | 97                                                          |                                                             | 9,7%                                                        | 9,7%                                                        | 45,5%                                                       | 35,0%                                                       |

## Património
- Castro do Pópulo ou Castro da Touca Rota
- Capela de Nossa Senhora da Boa Morte e cruzeiro